# Pont de l'Aliguer
El Pont de l'Aliguer és un pont de Ripoll (Ripollès) protegit com a Bé Cultural d'Interès Local.

## Descripció
El Pont de l'Aliguer està situat al sud del nucli de Ripoll, molt a prop de la Central hidroelèctrica del Molí de l'Aliguer.
Es tracta d'un pont d'un sol ull d'arc de mig punt, calçada horitzontal i paretó de poca alçada. Està construït amb carreus ben escairats i està parcialment cobert de vegetació.

## Història
El Pont de l'Aliguer va ser construït al segle xviii.